# El Campo, Texas
El Campo là một thành phố thuộc quận Wharton, tiểu bang Texas, Hoa Kỳ. Năm 2010, dân số của xã này là 11602 người.

## Dân số
- Dân số năm 2000: 10945 người.
- Dân số năm 2010: 11602 người.